# 塩 (化学)
化学において塩（えん、英: salt）とは、広義には陰イオン（アニオン）と陽イオン（カチオン）から成る化合物のことであり、狭義にはアレニウス酸とアレニウス塩基の中和で生じる物質と定義される。酸・塩基成分の由来により、無機塩、有機塩とも呼ばれる。広義の塩は必ずしも中和反応によって生じるとは限らない。

## 生成
塩は酸と塩基の中和反応の他、酸と塩基性酸化物または金属の単体との反応、塩基と酸性酸化物または非金属の単体との反応、酸性酸化物と塩基性酸化物との反応、そして非金属の単体と金属との反応によって生成する。
- 中和反応の例
{\displaystyle {\ce {HCl + NaOH -> NaCl + H2O}}}
- 酸と塩基性酸化物との反応の例
{\displaystyle {\ce {2HCl + Na2O -> 2NaCl + H2O}}}
- 酸と金属の単体との反応の例
{\displaystyle {\ce {Zn + H2SO4 -> ZnSO4 + H2}}}
- 塩基と酸性酸化物との反応の例
{\displaystyle {\ce {CO2 + 2NaOH -> Na2CO3 + H2O}}}
- 塩基と非金属の単体との反応の例
{\displaystyle {\ce {Cl2 + 2NaOH -> NaCl + NaClO + H2O}}}
- 酸性酸化物と塩基性酸化物との反応の例
{\displaystyle {\ce {CO2 + Na2O -> Na2CO3}}}
- 非金属の単体と金属との反応の例
{\displaystyle {\ce {Cl2 + Cu -> CuCl2}}}

## 性質
水溶液にした場合、強酸と強塩基から成る塩は酸成分・塩基成分ともに完全に電離し、陽イオン、陰イオンともに加水分解しないため pH 7 の中性となる。一方、酸成分あるいは塩基成分の一方の電離度が小さい場合は、酸塩基平衡により遊離型に戻るため、水素イオン濃度が中性から外れる。つまり、弱酸と強塩基から成る塩の水溶液は陰イオンの加水分解によりアルカリ性を示し、強酸と弱塩基から成る塩の水溶液は陽イオンの加水分解により酸性を示す。弱酸と弱塩基との塩では陽イオンおよび陰イオンの双方が加水分解し、相互の酸塩基平衡に依存する。
{\displaystyle {\ce {CH3COO^- + H2O <=> CH3COOH + OH^-}}}
{\displaystyle {\ce {NH4^+ + H2O <=> NH3 + H3O+}}}
また、強酸と弱塩基からなる塩に過剰の弱塩基を加えた溶液、もしくは弱酸と強塩基からなる塩に過剰の弱酸を加えた溶液は、そこに新たに強酸や強塩基を加えても、平衡状態の変化により pH が大きく変動しないため、緩衝液とも呼ばれる。血液は緩衝液としての性質も持ち合わせている。

## 分類
塩は、化学式中に H+ が含まれる酸性塩、 OH− が含まれる塩基性塩、そしてどちらも含まれない正塩に分類することができる。しばしば塩の加水分解による液性と混同されがちであるが、酸性塩である炭酸水素塩の水溶液が塩基性を示すように、分類と水溶液の液性が必ずしも一致するとは限らない。
例として硫酸が中和する場合、硫酸の当量に相当する塩基が中和すると正塩を生成する。
{\displaystyle {\ce {H2SO4 + 2 NaOH -> Na2SO4 + 2 H2O}}}
しかし硫酸の当量に対し塩基の当量が不足している場合、酸性塩を生じる。
{\displaystyle {\ce {H2SO4 + NaOH -> NaHSO4 + H2O}}}
また水酸化カルシウムの場合は、水酸化カルシウムの当量に相当する酸が中和すると正塩を生成する。
{\displaystyle {\ce {Ca(OH)2 + 2 HCl -> CaCl2 + 2 H2O}}}
| 塩の分類→水溶液の液性↓ | 正塩                                                          | 酸性塩                                                     | 塩基性塩                                                        |
| ---------------------- | ------------------------------------------------------------- | ---------------------------------------------------------- | --------------------------------------------------------------- |
| 酸性                   | 塩化アンモニウム、NH4Cl 硫酸銅(II)、CuSO4                     | 硫酸水素ナトリウム、NaHSO4 リン酸二水素ナトリウム、NaH2PO4 |                                                                 |
| 中性                   | 塩化ナトリウム、NaCl 塩化カルシウム、CaCl2 塩化リチウム、LiCl |                                                            |                                                                 |
| 塩基性                 | 酢酸ナトリウム、CH3COONa 炭酸ナトリウム、Na2CO3               | 炭酸水素ナトリウム、NaHCO3 リン酸水素二ナトリウム、Na2HPO4 |                                                                 |
| 不溶                   | 硫酸バリウム、BaSO4 リン酸カルシウム、Ca3(PO4)2               |                                                            | 塩化水酸化カルシウム、CaCl(OH) 塩化水酸化マグネシウム、MgCl(OH) |

## 反応
弱酸の塩に強酸を加えると弱酸が遊離する。
{\displaystyle {\ce {CH3COONa + HCl -> NaCl + CH3COOH}}}
弱塩基の塩に強塩基を加えると弱塩基が遊離する。
{\displaystyle {\ce {2NH4Cl + Ca(OH)2 -> CaCl2 + 2NH3 + 2H2O}}}
揮発性の酸に不揮発性の酸を加え加熱すると揮発性の酸が遊離する。これは塩化水素の発生などに使われる。
ただし、以下に示す反応は、揮発性の酸遊離反応として知られているが、加熱せずとも盛んに塩化水素が発生し、実際には弱酸の遊離反応である。
{\displaystyle {\ce {NaCl + H2SO4 -> NaHSO4 + HCl}}}